# Fabricius János (evangélikus lelkész)
Fabricius János (? – Taksony, 1734) evangélikus lelkész.

## Élete
Fabricius Mátyás betléri pap fia volt. 1698. november 7-étől Wittenbergben tanult; hazájába visszatérvén 1702-től a kassai szlovák evangélikus egyháznál volt lelkész; innét 1706-ban Kövibe ment és a kishonti egyházkerület seniora volt. 1719-től Taksonyi lelkész volt. 

## Művei
- De hebraeorum altari suffitus disp. IV. et VII.; praeside M. Davide Germanno. Vittebergae, 1699.
- Dissertatio de vegetabilis magicis; praeside M. Joh. Heuchen vindobonensi. Vittebergae, 1700.